# Ministri delle finanze del Regno di Sardegna
Il presente elenco raccoglie tutti i nomi dei titolari del Ministero delle finanze del Regno di Sardegna, dal 1848, col Governo Balbo fino al Governo Cavour III nel marzo 1861.

## Lista
| Ministro                       | Foto                            | Mandato                             | Governo                                                                    |
| ------------------------------ | ------------------------------- | ----------------------------------- | -------------------------------------------------------------------------- |
| Ottavio Thaon di Revel         |                                 | 16 marzo - 5 luglio 1848            | Governo Balbo                                                              |
| Vincenzo Ricci                 |                                 | 27 luglio - 10 agosto 1848          | Governo Casati                                                             |
| Ottavio Thaon di Revel         |                                 | 15 agosto - 11 ottobre 1848         | Governo Alfieri                                                            |
| Ottavio Thaon di Revel         | 11 ottobre - 3 dicembre 1848    | Governo Perrone                     |                                                                            |
| Vincenzo Ricci                 |                                 | 16 dicembre 1848 - 21 febbraio 1849 | Governo Gioberti                                                           |
| Vincenzo Ricci                 | 24 febbraio - 23 marzo 1849     | Governo Chiodo                      |                                                                            |
| Giovanni Nigra                 |                                 | 27 marzo - 6 maggio 1849            | Governo de Launay                                                          |
| Giovanni Nigra                 | 7 maggio 1849 - 10 aprile 1852  | Governo d'Azeglio I                 |                                                                            |
| Camillo Benso, conte di Cavour |                                 | Governo d'Azeglio I                 | 19 aprile 1851 - 16 maggio 1852 ad interim, poi titolare fino al 21 maggio |
| Luigi Cibrario                 |                                 | 21 maggio - 22 ottobre 1852         | Governo d'Azeglio II                                                       |
| Camillo Benso, conte di Cavour |                                 | 4 novembre 1852 - 27 aprile 1855    | Governo Cavour I                                                           |
| Camillo Benso, conte di Cavour | 4 maggio 1855 - 15 gennaio 1858 | Governo Cavour II                   |                                                                            |
| Giovanni Lanza                 |                                 | Governo Cavour II                   | 15 gennaio 1858 - 19 luglio 1859                                           |
| Giovanni Battista Oytana       |                                 | 19 luglio 1859 - 21 gennaio 1860    | Governo La Marmora I                                                       |
| Saverio Francesco Vegezzi      |                                 | 21 gennaio 1860 - 23 marzo 1861     | Governo Cavour III                                                         |